# Estación de Ronda de la Comunicación
Ronda de la Comunicación es una estación de la línea 10 del metro de Madrid situada bajo el Distrito Telefónica o Ciudad de las Comunicaciones, el parque empresarial de Telefónica situado en el distrito de Fuencarral-El Pardo al norte de Las Tablas. Dicha compañía financió la construcción de la estación, pues en el proyecto de MetroNorte no se incluía. De esta forma, sus trabajadores la usan para llegar a las oficinas.

## Historia
La estación se abrió al público el 26 de abril de 2007 dentro del proyecto MetroNorte, ampliación de la línea 10 hacia el norte para dar servicio a Alcobendas y San Sebastián de los Reyes.

## Accesos
Vestíbulo Ronda de la Comunicación
- Maestro Mateo C/ Maestro Mateo, s/n
- Ascensor C/ Maestro Mateo, s/n

## Líneas y conexiones

### Metro

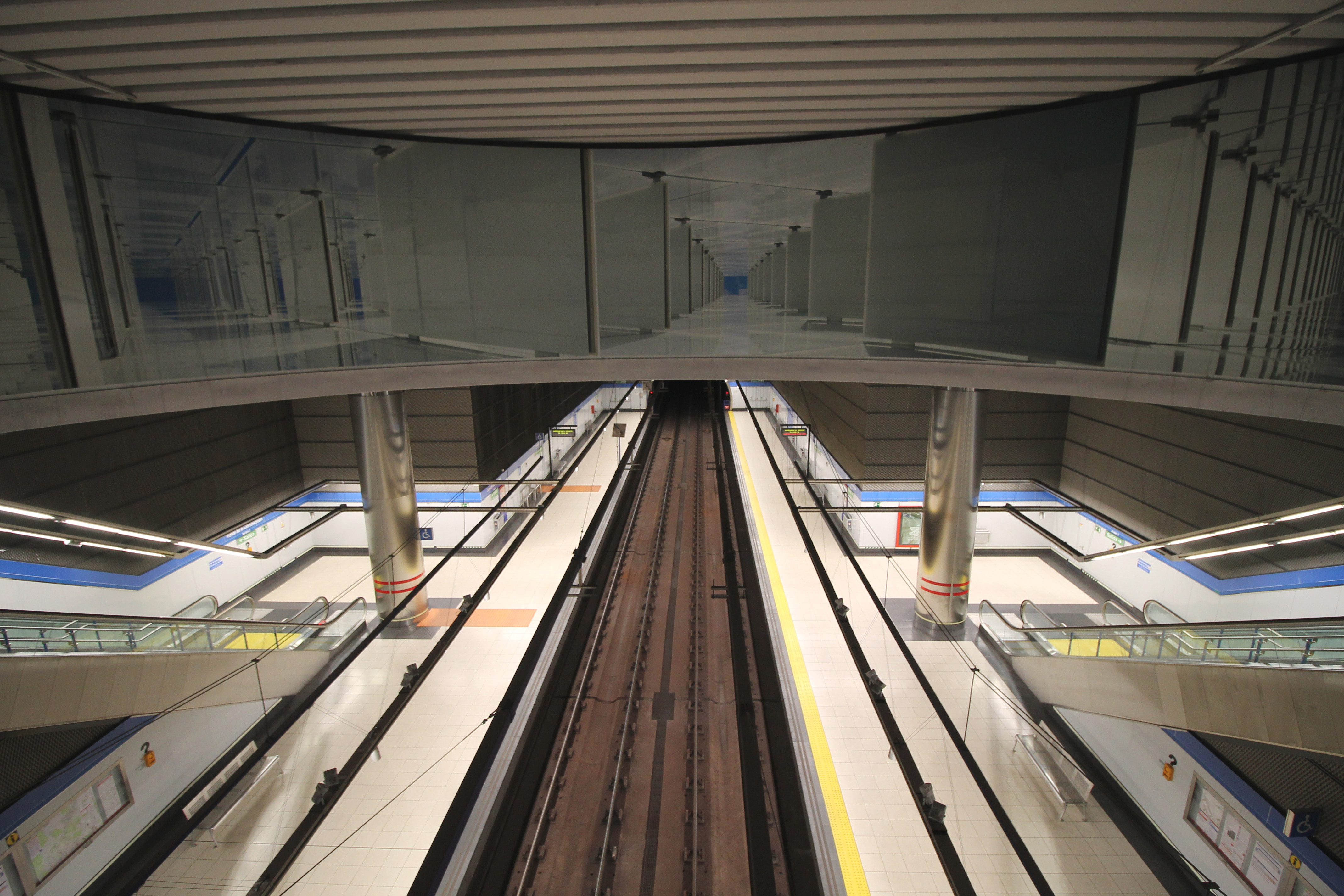
Interior de la estación.

| << cabecera            | < estación | línea | estación > | cabecera >>                                  |
| ---------------------- | ---------- | ----- | ---------- | -------------------------------------------- |
| Hospital Infanta Sofía | La Granja  |       | Las Tablas | Puerta del Sur Cambio de tren en Tres Olivos |

### Autobuses
| Diurnos |                        |                                          |
| Línea | Destino                | Parada                                   |
| 172 | Mar de Cristal SF      | 5872 TELEFÓNICA (Edificio Norte 1)       |
| T61 | Las Tablas             | 5872 TELEFÓNICA (Edificio Norte 1)       |
| T61 | Estación de Fuencarral | 3763 RONDA COMUNICACIÓN-EDIFICIO NORTE 1 |
| SF Sábados, domingos, y festivos, la línea 172 no llega a la Ronda de la Comunicación, teniendo su cabecera en Las Tablas |                        |                                          |

| Diurnos |                                                      |                                                                                       |          |
| Línea   | Destino                                              | Parada                                                                                | Operador |
| 154     | San Sebastián de los Reyes Circular (por Fuencarral) | 16813 Ronda Comunicación-Est. Ronda de la Comunicación (Ronda de la Comunicación, 16) | Interbus |
| 154     | Madrid (Chamartín) (por Fuencarral)                  | 16814 Pórtico de la Gloria-Ronda Comunicación (Calle del Pórtico de la Gloria, 2)     | Interbus |
| 157C    | Alcobendas (Valdelasfuentes)                         | 19172 Ronda Comunicación-Distrito C (Ronda de la Comunicación, 28)                    | Interbus |
| 157C    | Madrid (Plaza de Castilla)                           | 19172 Ronda Comunicación-Distrito C (Ronda de la Comunicación, 28)                    | Interbus |